# Blade of the Immortal
Mugen no jūnin (japanska: 無限の住人, engelska: Blade of the Immortal?), är en mangaserie av Hiroaki Samura. Den utspelar sig i Japan under Tokugawa shogun-perioden. Det har även gjorts anime av serien.

## Handling
Manji är en samuraj som har mördat 100 oskyldiga personer och kan inte dö innan han dödat 1 000 onda personer. Han blir livvakt till 16-åriga Rin som vill hämnas sina föräldrars död, och Manji ser sin chans att sona sitt brott. Under resan tas saker upp som exempelvis frågan om Rin blir lika ond som sina föräldrars mördare om hon själv mördar.
Rin är mycket lik Manjis syster Machi, som blev galen efter det att Manji av misstag dödat hennes man (som var samuraj).

## Publicering
Mangan publicerades ursprungligen i följetongsform i japanska serietidningen Gekkan Afternoon. På svenska har serien publicerats i tidningen Manga Mania.

## Källhänvisningar
1. ↑  "Blade of the Immortal TV Anime Confirmed for Summer (Updated)". Animenewsnetwork.com, 2008-03-23. Läst 20 juni 2014. (engelska)